# Linux Audio Developers Simple Plugin API
Le Linux Audio Developers Simple Plugin API ou LADSPA est un standard de traitements informatiques de signaux audio et MIDI sous la forme de plugins. Il est distribué sous la licence publique générale limitée GNU LGPL, bien que le choix de cette licence ne soit pas définitif car elle serait trop restrictive.
Parmi les standards de traitement audio, il arrive qu'il soit présenté comme un équivalent libre pour GNU/Linux de la norme Virtual Sound Technology (ou VST) développée par Steinberg.
DSSI est venu le compléter.
Son successeur est le standard LV2, qui intègre à la fois les fonctionnalités de LADSPA et de DSSI.